# Барр, Джордж
Джордж Барр (англ. George Elbert Burr; 1859—1939) — американский художник и гравёр, известный офортами и гравюрами горных районов американского Запада.

## Биография

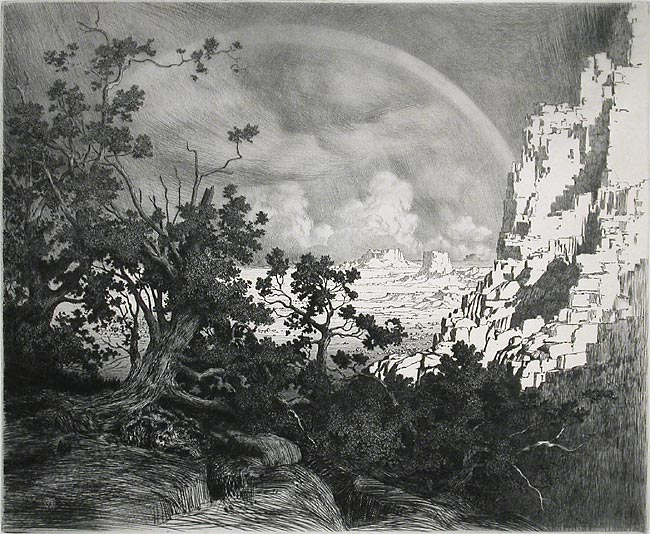
Гравюра Edge of the Desert, Arizona

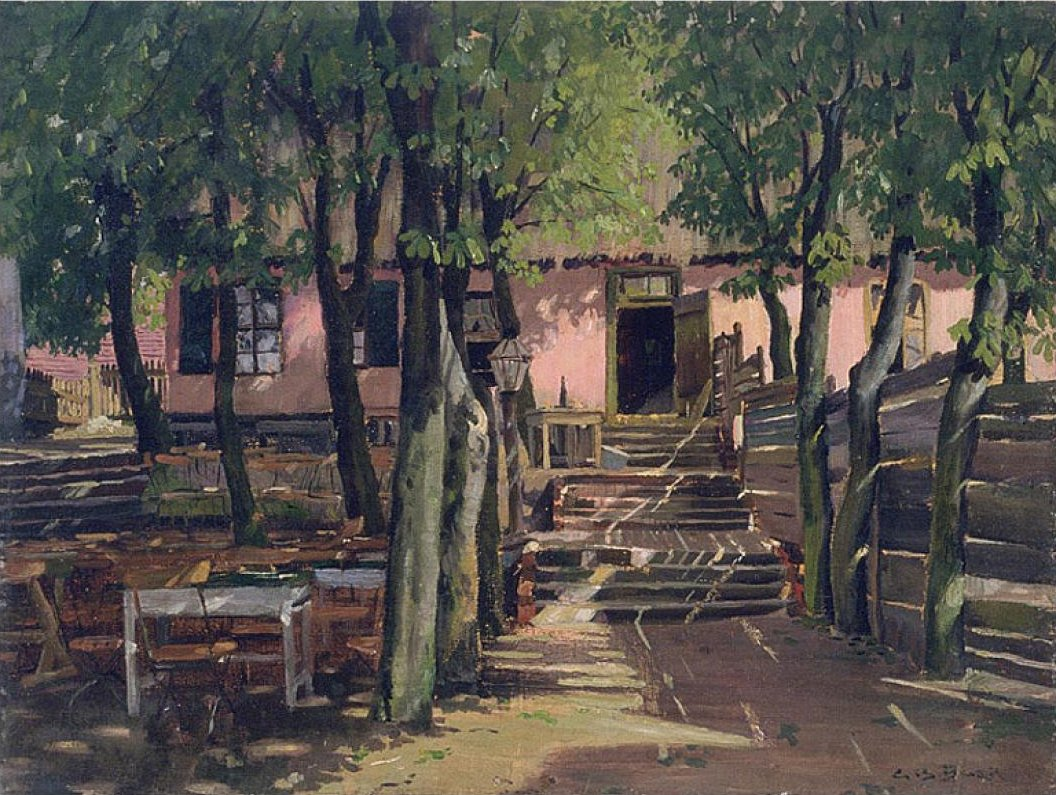
Картина Барра Pink Stucco Façade

Родился в 1859 году в местечке Munroe Falls, штат Огайо.
Только одну зиму проучился в Чикагском художественном институте, что стало его единственной формальный художественной подготовкой. Тем не менее к Барру пришёл ранний коммерческий успех за счёт иллюстрирования в журналах Harper’s Magazine, Scribner’s Magazine, Frank Leslie’s Illustrated Newspaper и Cosmopolitan. В 1892 году он начал четырёхлетний проект, иллюстрирующий каталог нефритовых древностей коллекционера Гебера Бишопа для нью-йоркского музея Метрополитен. Эта работа, которая включала изготовление более тысячи офортов, была хорошо оплачена, и по её окончании Джордж Барр смог начать со своей женой путешествие по Европе. В течение следующих пяти лет, посетив Италию, Германию и Британские острова, он накопил множество эскизов и акварелей, которые представили исходный материал для его гравюр по меди.
Через несколько лет после возвращения художника в Соединённые Штаты, эпидемия гриппа побудила его на благо здоровья переехать в Денвер. Именно здесь, проведя лето в студии на крутом лесистом склоне каньона с панорамным видом на Скалистые горы, Бурр выполнил работу, сделавшую его знаменитым — серию офортов Desert Set. В 1910 году он построил в Денвере на улице 1325 Logan Street собственный дом со студией. В 1924 году Барр вместе с женой переехал в Финикс, штат Аризона, где остался жить до конца жизни. Его дом в Денвере был приобретён клубом Denver Woman’s Press Club, который находится в его владении по настоящее время. Жизнь в Аризоне дала художнику возможность создавать пейзажи американского Запада с видами пустынь Соноран и Мохаве.
Умер в Финиксе в 1939 году.
Сегодня Джордж Барр считается одним из лучших американских гравёров начала XX века. Его работы находятся в ряде известных коллекций, включая Смитсоновский музей американского искусства, Британский музей, French National Print Collection, Музей в Люксембургском саду, Музей Виктории и Альберта, Нью-Йоркскую публичную библиотеку и библиотеку Конгресса в Вашингтоне.